# しおや交通
しおや交通株式会社（しおやこうつう）は、栃木県塩谷郡塩谷町に本社を置く路線バス・貸切バス事業者である。公益社団法人日本バス協会の会員にはなっていない。

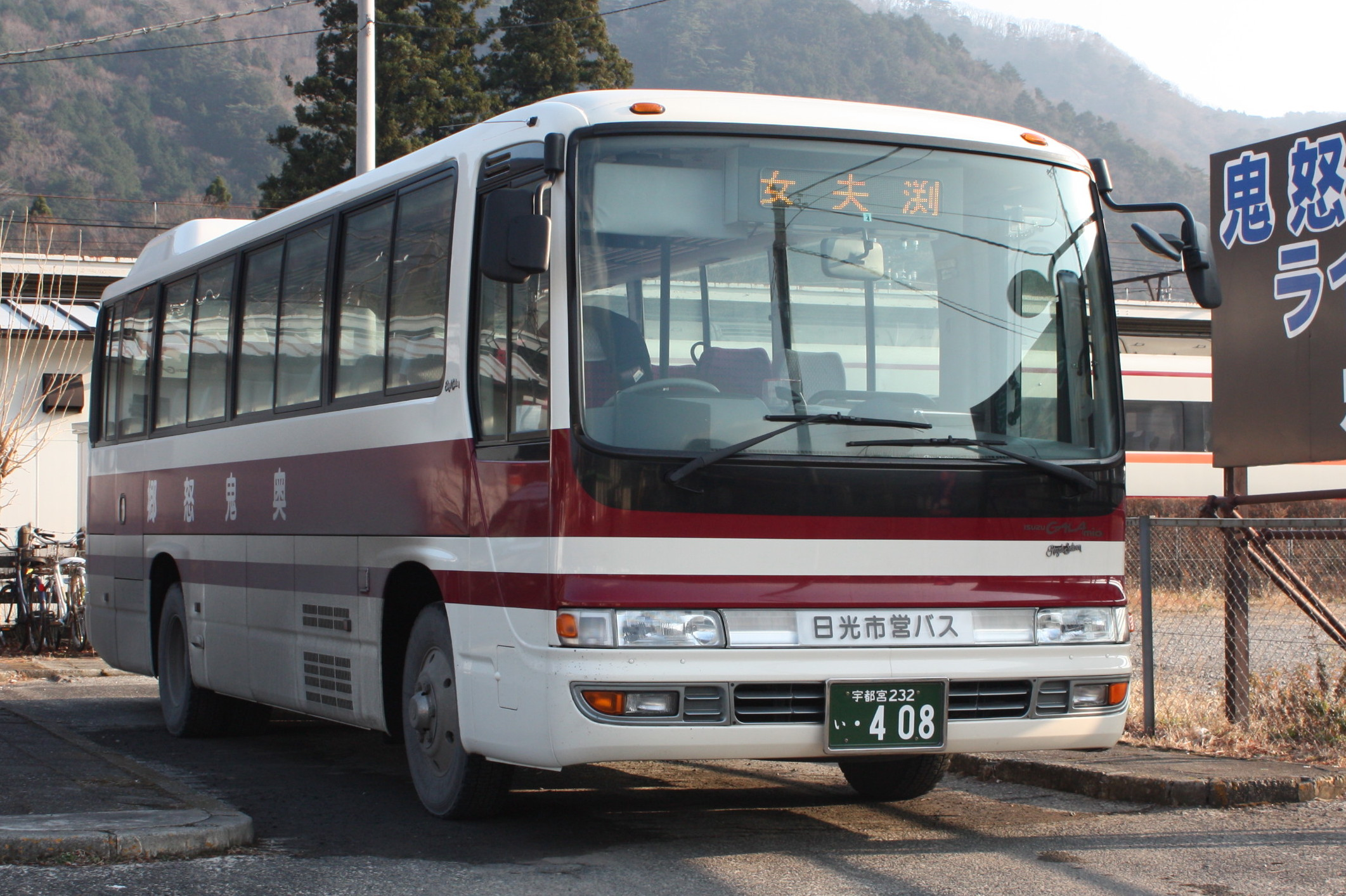
しおや交通が運行を受託する日光市営バス

## 本社・営業所
- 本社

栃木県塩谷郡塩谷町大宮

## 沿革
- 2003年 路線バス事業に参入、矢板駅 - 西船生間・矢板駅 - 塩谷高校間の路線の運行を開始
  - 矢板駅側はその後、中央高校や東高校へ路線を延長
- 2005年7月 鬼怒川温泉駅 - 女夫渕間の路線の運行を開始
- 時期不明　氏家駅発着の路線の運行を開始
- 2008年4月 日光市営バス（旧：栗山村営バス）の受託運行を開始
- 2013年4月 塩谷高校の廃校に伴い、氏家駅発着の路線を休止
- 2013年（時期不明）　矢板駅 - 西船生間の路線を休止
- 2014年
  - 6月 藤田合同バスの路線バス運休（廃止）に伴い、矢板駅 - 新高徳駅間の運行を暫定再開[2]
  - 10月 矢板駅 - 新高徳駅間の路線の運行を正式に開始（日光市・塩谷町・矢板市から受託）[3]
- 2023年
  - 7月 矢板駅 - 新高徳駅間の日光市・塩谷町・矢板市からの委託が終了[4]
  - 8月 同路線の自社での運行を開始[5]

## 運行路線

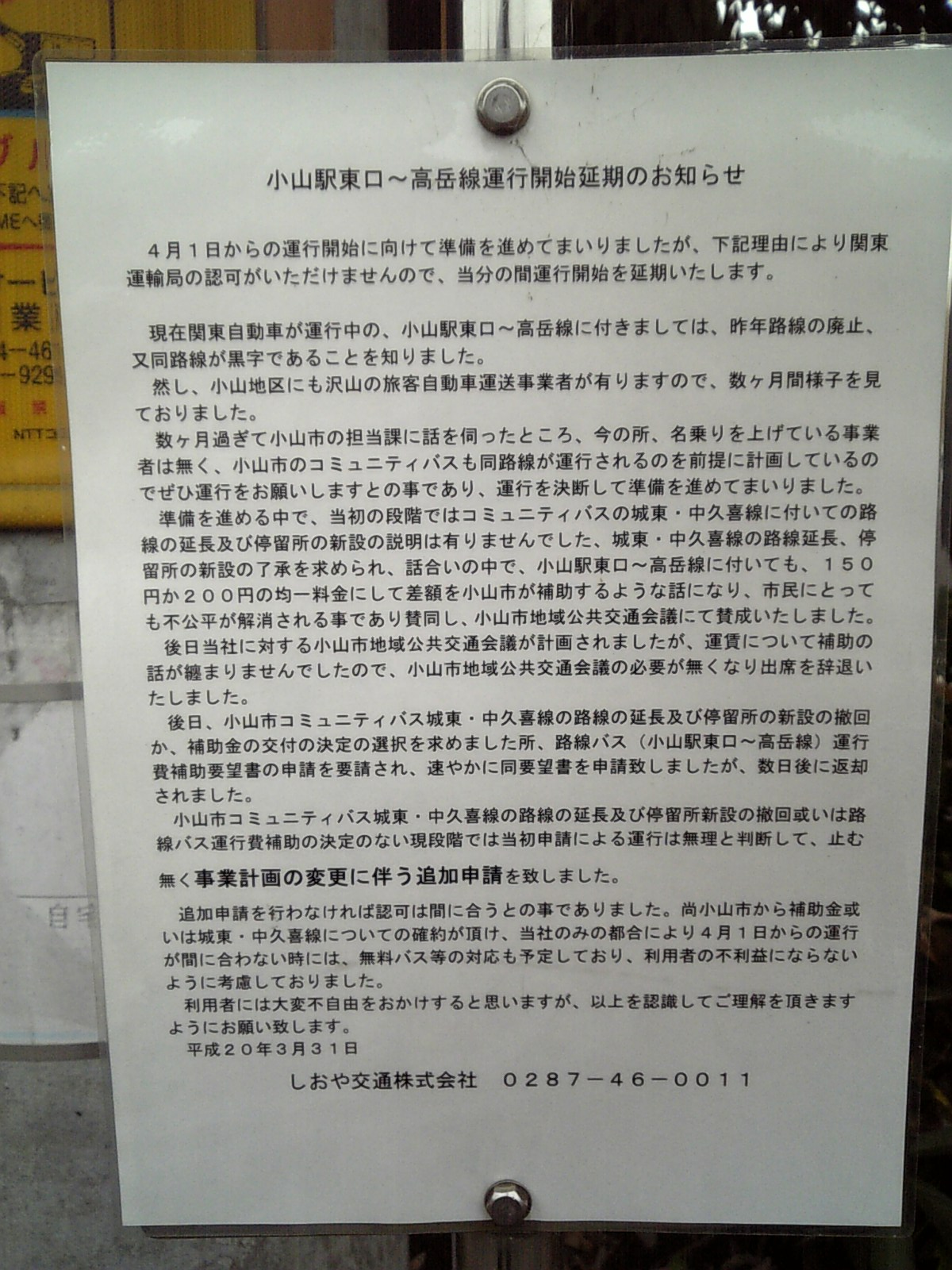
2008年春に、しおや交通小山駅東口～高岳線を運行開始しようとしたものの諸事情により運行開始延期となった際、バス停に貼られていたもの

### 委託路線
- 日光市営バス 鬼怒川温泉女夫渕線（日光市から委託を受けて運行）
  - 鬼怒川温泉駅 - 女夫渕

### 自社運行路線
- 矢板駅 - 新高徳駅
  - 矢板駅 - 塩谷病院 - 矢板高校 - 玉生宿 - 船生 - 新高徳駅
    - 日曜1往復のみ運行

  - 矢板駅 - 塩谷病院 - 矢板高校
    - 区間便、平日通学時間帯のみ運行

  - 矢板駅 - 塩谷病院 - 高塩 - 塩谷高校
    - 入出庫路線

  - 矢板駅 - 塩谷病院 - 玉生宿 - 塩谷高校
    - 入出庫路線
- 休廃止路線
  - 氏家駅 - 塩谷高校 - 西船生

2005年7月、しおや交通は東武鬼怒川線・鬼怒川温泉駅と女夫渕の間に、土曜・休日に限り新たに路線バスの運行を開始した。既存の栗山村営バスが運行する路線への新規参入であった。村営バス2,100円より運賃を500円下げ1,600円とし、発車時刻も村営バスの5分前に設定した。これにより、週末に来訪する温泉客の殆どがしおや交通に流れ、栗山村営バスは年間1千万円の減収となった。栗山村は村議会で村営バスの運賃値下げを決議するが、その後、しおや交通との値下げ競争となり、しおや交通1,000円、日光市営バス1,500円まで下げることになった。もともと、この路線は東武バス鬼怒川営業所が1986年に撤退して、栗山村が肩代わりした路線であり、運賃賃率は東武時代の「観光地割増」運賃を適用し、これを継承していた。しおや交通社長は「安ければ客は喜ぶし、国の規制緩和政策にもかなう」と語ったが、平日運行する見通しはなかった。旧栗山村長は平日運休のうえ、5分前ダイヤの設定を批判したが、長年に渡る割増運賃での寡占状況といえる経営体質とサービスの改善は一向に進んでいないとの声もあった。2008年4月から経費節減のため日光市営バス（旧：栗山村営バス）がしおや交通に委託運行されることになり（時刻・運賃は変更なし）、競合は解消された。
また、2008年4月運行開始を目指し、小山駅東口～高岳線の運行を行おうとしたが、諸事情により運行開始ができないとの告知を運行を予定していた各バス停に行った。その後、該当路線は運行されることなく、現在はおーバス 高岳線が運行されている。
矢板駅 - 新高徳駅は日光市・塩谷町・矢板市から委託を受けて運行していたが、2023年7月1日をもって委託が終了。塩谷町によればしおや交通が一方的に減便を届け出たとして委託を解除したという。以降は自社路線として運行している。その後、同年10月2日からはしおや交通の自社運行便が大幅減便となり、補填分を塩谷町が直接運行する状態となった。翌2024年1月からはさらに減便が行われ、しおや交通による直営は平日1日1往復のみ（残り3往復が塩谷町の運行）となったが、塩谷町運行分は同年3月末をもって運行終了、町からはデマンド交通への切り替えが発表されている。残るしおや交通自社運行分の1往復は3月16日より日曜のみ運行となり、それ以外は矢板高校区間便（平日通学時間帯のみ）と塩谷高校（しおや交通本社）発着の入出庫便がわずかに運行されるのみとなった。

## 車両
日光市営バス用は、同路線受託時に日光市から移籍した車両が主にそのままのカラーで使用されている。矢板駅～新高徳駅線と貸切バスは「幸せの黄色いバス」としてレモン色一色となっている車両が多い。車両総数は不明。